# Cedivečka zelená
Cedivečka zelená, známá také jako cedivečka Walckenaerova (Nigma walckenaeri), je pavouk z čeledi cedivečkovití (Dictynidae) a rodu Nigma. Druh popsal německý arachnolog Carl Friedrich Roewer roku 1951.

## Popis
Cedivečka zelená měří na délku asi 3,5–5 mm, z toho hlavohruď měří 1,2–1,5 mm. Samice jsou o něco větší než samci, obvykle dosahují velikosti přes 4,5 mm, zatímco samci délkou těla nepřekračují 4 mm. Výrazný pohlavní dimorfismus se však objevuje především ve zbarvení: zatímco samice mají hlavohruď světle zelenou se světlými chloupky, u samců je rezavá až červenohnědá (se světlejším okrajem). Zadeček je v případě obou pohlaví světle zelený, zdobený bílou kresbou tvořenou jakoby skobovitými pruhy. Končetiny jsou u samic světle zelené, u samců rezavě zelené.

## Biologie
Cedivečka zelená je druhem palearktické oblasti, vyskytuje se převážně v mírném pásu Evropy, ve Střední Asii a severní Africe. V České republice žije roztroušeně převážně v teplejších oblastech a ve městech, kde přivykla synantropnímu prostředí. V divoké přírodě jde typicky o pavouka osluněných lesních okrajů a křovin.
Cedivečky si na lov hmyzu staví hustou síť, jíž tvoří nepravidelná spleť vláken. Pro pavučiny je typické kribelové vlášení, velmi jemné cezení pavučinových vláken za pomocí tzv. snovacího políčka (kribelum). Přilnavost podobných extrémně tenkých vláken je zajištěna přímo v důsledku vodíkových vazeb a Van der Waalsových sil. Na konci léta samice do sítě umisťují jeden i více kokonů čočkovitého tvaru, které jsou obaleny jemnou vrstvou hedvábí. Dospělce lze pozorovat od února/března do listopadu (nejčastěji v pozdním létě a na podzim).